# Cheilopora praelonga
Cheilopora praelonga is een mosdiertjessoort uit de familie van de Cheiloporinidae. De wetenschappelijke naam van de soort is voor het eerst geldig gepubliceerd in 1884 door Hincks.